# Храм Святого Бруно (Черняховск)
Храм Святого Бруно Кверфуртского — католический храм в городе Черняховск (Калининградская область). Памятник архитектуры, построен в 1902 году. Расположен по адресу: ул. Ленина, д. 17. Приход Святого Бруно административно относится к западному региону Архиепархии Матери Божией (с центром в Москве), возглавляемой архиепископом митрополитом Паоло Пецци.

## История
Черняховск (Инстербург) до Великой Отечественной войны принадлежал Восточной Пруссии, подавляющее большинство населения города составляли лютеране. В 1855 году в Инстербурге проживало всего около 50 католиков, к которым приезжал священник из Кёнигсберга. В 1863 году в городе появился первый постоянный католический священник, о. Эдуард Херрманн, в 1865 году построена и освящена католическая часовня. Через несколько лет о. Херрманн ушёл со значительной частью приходской общины к старокатоликам. К ним же отошло и здание часовни, а католики остались без попечения.
В 1887 году часовню вернули Католической церкви. Часовня перестала удовлетворять потребностям растущей общины, и в 1902 году было выстроено здание нового храма. Церковь возводилась в неоготическом стиле по проекту архитектора Фридриха Хайтмана. Интерьер доделывался вплоть до 1912 года. Храм был освящён в честь святого Бруно Кверфуртского, покровителя Пруссии. В 1927 году приход святого Бруно насчитывал 1800 прихожан, 4 % населения города.
После Великой Отечественной войны город вошёл в состав Калининградской области РСФСР. Церковь использовалась как военный склад вплоть до начала 90-х годов, когда её практически не пострадавшее здание было передано Министерству культуры для перестройки под органный зал.
В 1992 году в Черняховске возродилась католическая община, которая обратилась в администрацию с просьбой о передаче храма общине. В июле 1993 года просьба была удовлетворена, храм вернули Церкви, в нём начали служить священники из ордена францисканцев-конвентуалов (OFMConv). После возвращения храма были выполнены ремонт его кровли и косметический ремонт, при этом Министерство обороны РФ оказало содействие выделением автокрана. В 2000 году в храме был установлен орган, с тех пор кроме богослужений в церкви проходят органные концерты. 14 июля 2002 года община вошла в состав Российской Генеральной кустодии св. Франциска, 1 ноября 2005 года при церкви был основан францисканский монастырь св. Максимилиана Кольбе. Францисканцы черняховского монастыря кроме прихода св. Бруно окормляют также и католическую общину в Озёрске. В 2009 году община торжественно отмечала тысячелетие мученичества святого Бруно Кверфуртского. 24.12.2009 г. решением Правительства Калининградской области № 799 храм Святого Бруно был включен в единый государственный  реестр объектов культурного наследия народов Российской Федерации.

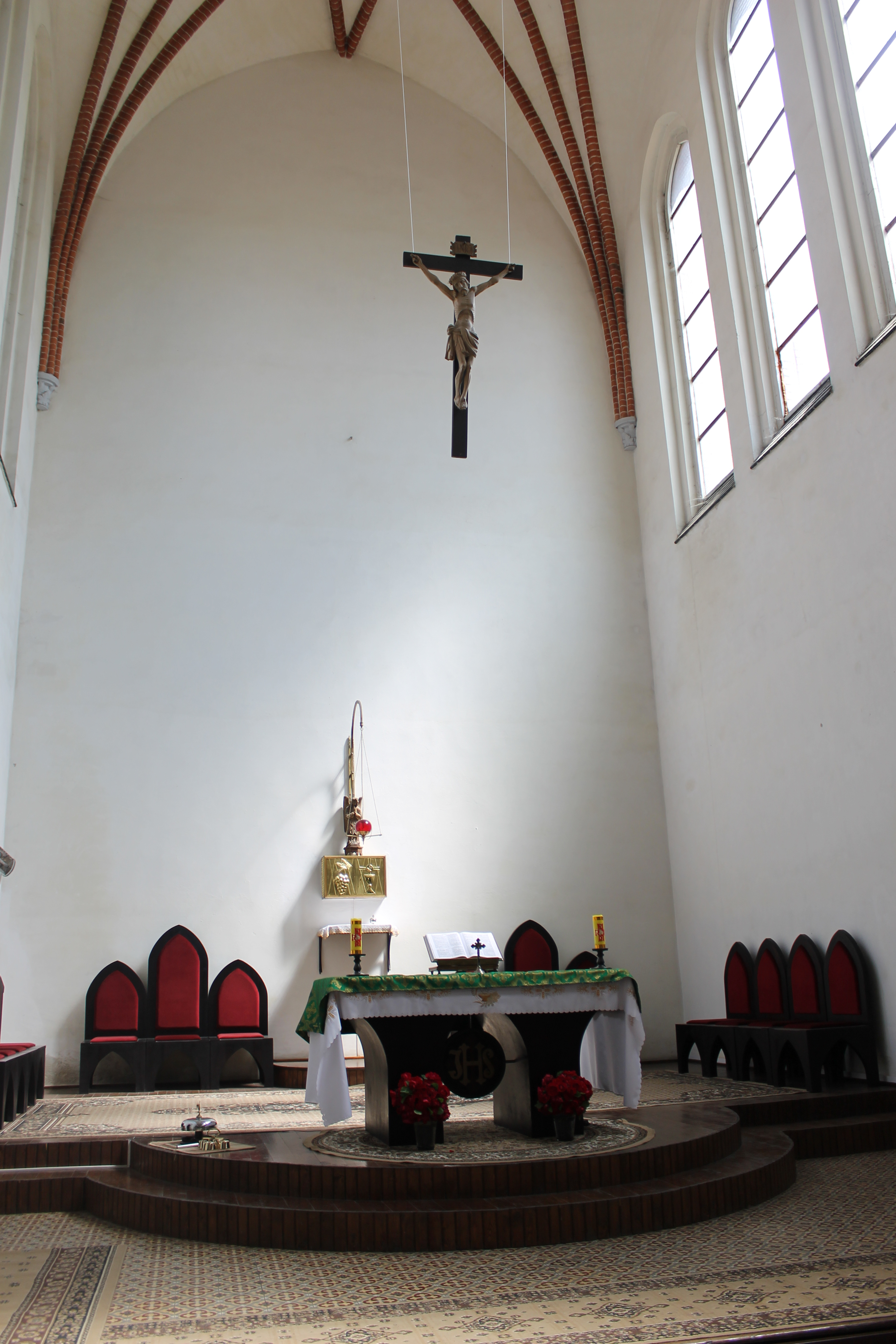
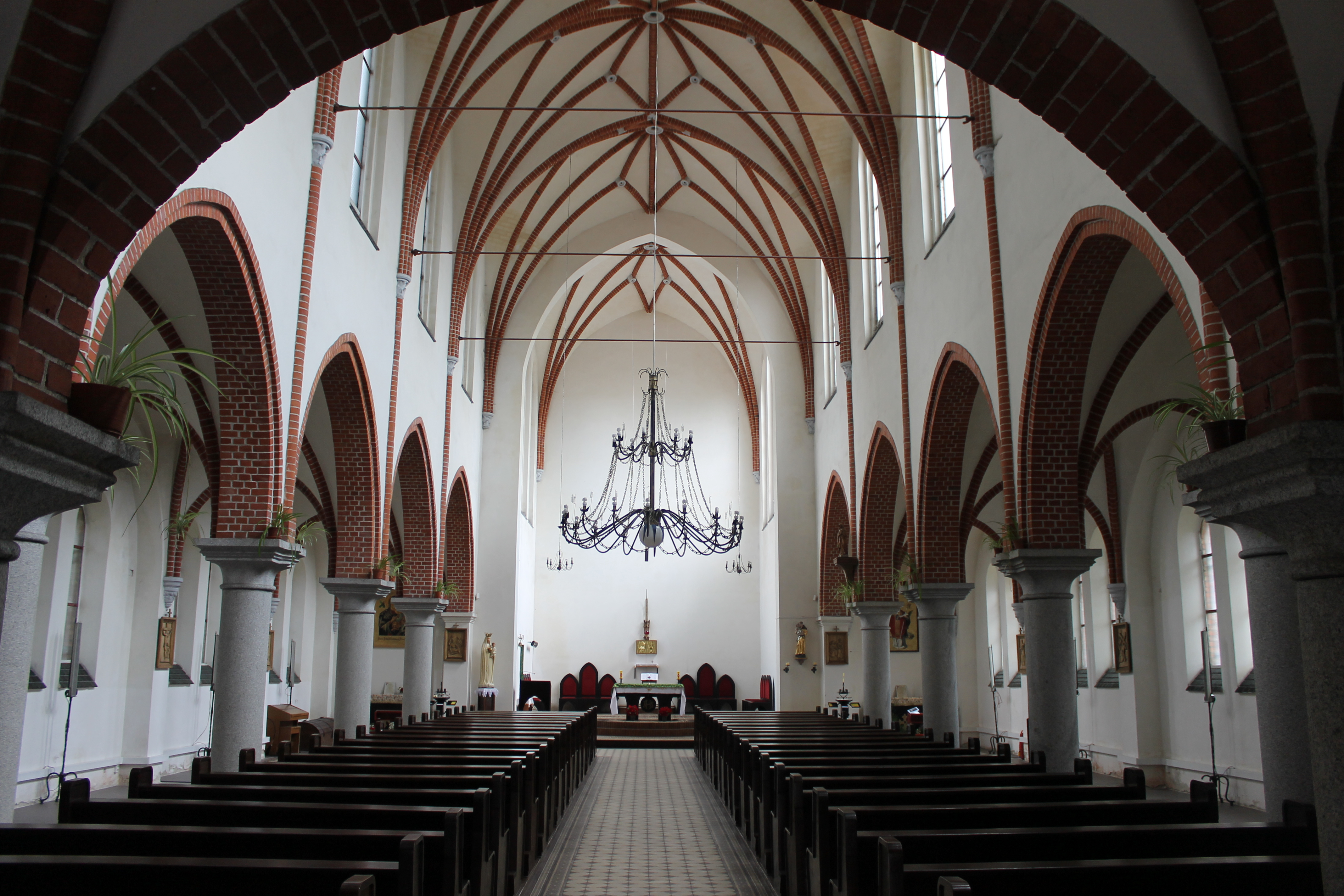
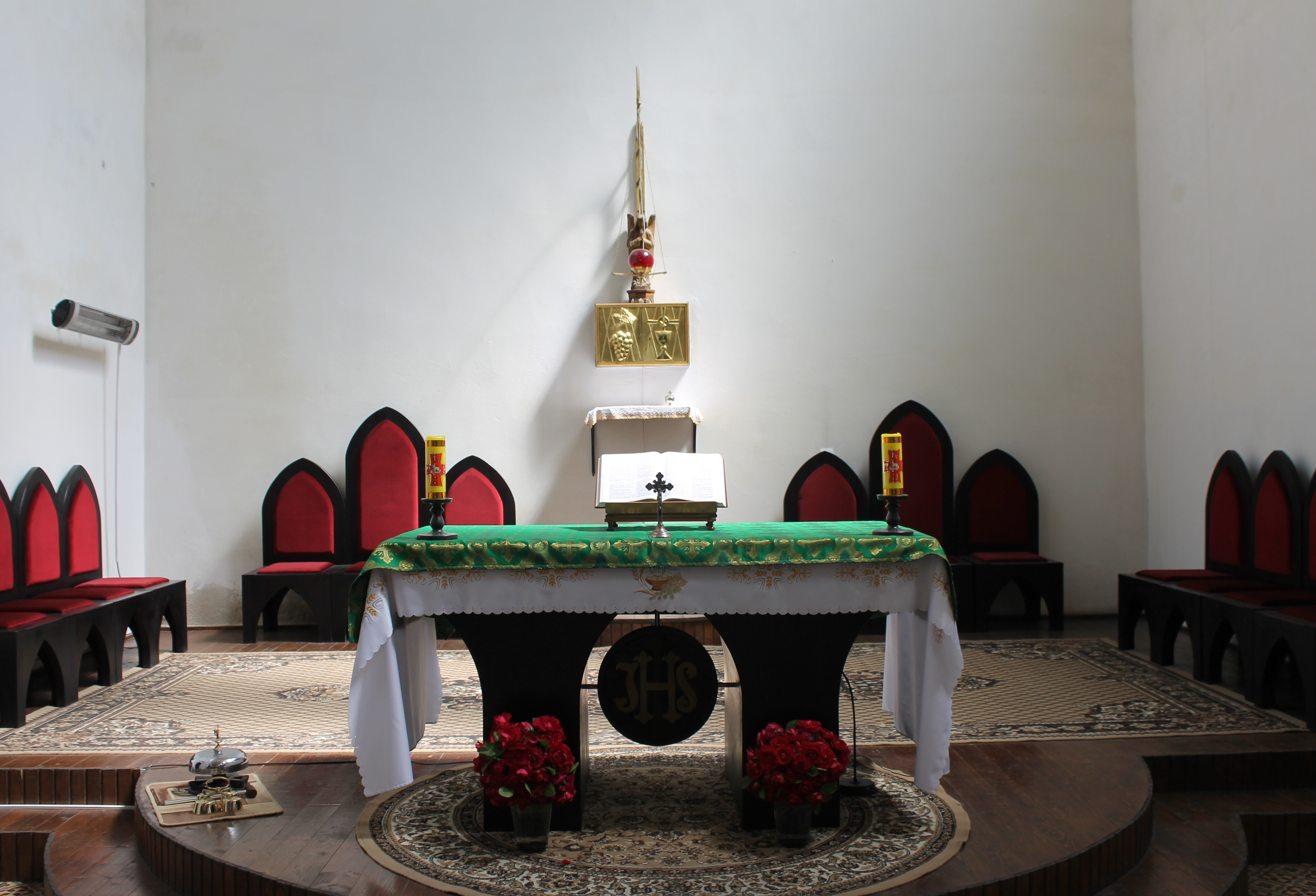
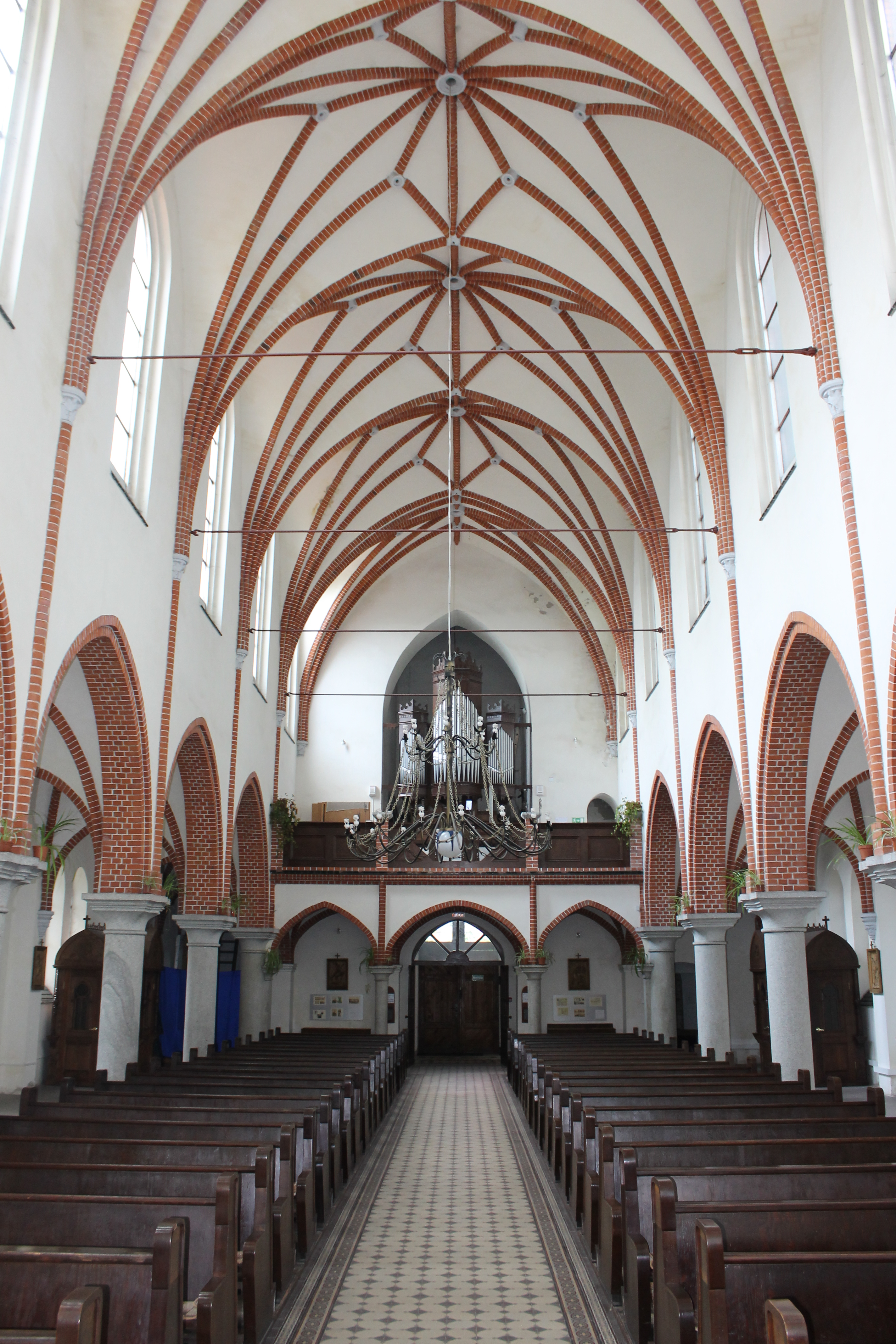